# Kinésithérapie respiratoire en néonatalogie
La kinésithérapie respiratoire correspond à un ensemble de techniques ayant pour but à l'expectoration des sécrétions présentes dans l'arbre bronchique.
Elle s'articule autour de trois applications : le traitement de l'obstruction broncho-pulmonaire, en ayant recours à des techniques manuelles ou instrumentales, les techniques s'adressant aux dysfonctionnements de la ventilation mécanique externe, et les stratégies de réentraînement à l'effort.
Appliquée à la néonatalogie ses objectifs sont divers. Un objectif primaire, qui consiste à lever ou réduire l'obstruction bronchique. Des objectifs secondaires, la prévention ou le traitement de l'atélectasie et de l'hyperinflation. Pour finir, un objectif tertiaire qui consiste à la prévention des dégâts structuraux en évitant les cicatrices lésionnelles et la perte d'élasticité, dues aux infections broncho-pulmonaires.

## Histoire
Les premières publications scientifiques relatives aux techniques manuelles de désobstruction  bronchiques apparaissent en Nouvelle-Zélande à la fin des années 1960,  à partir d'une proposition de Thompson qui décrit la Forced Expiration Technique. Ces techniques migrent jusqu'en Angleterre et Europe continentale sous la forme de "clapping" et de drainage posturale alors qu'aucun argument scientifique n'appuie ces méthodes considérées aujourd'hui comme désuètes.
Ces techniques ont depuis évolué. L'essentiel de la kinésithérapie respiratoire consiste désormais en vibrations, aspirations et en pressions manuelles externes thoraciques, qui d’après plusieurs scientifiques reste la technique la plus efficace afin de constituer la base du traitement actuel.

## Pathologies entraînant une prescription médicale
La recherche d'un débit respiratoire lors des premières minutes de vie représente une étape majeure dans l’évaluation de l’état général du nourrisson. Il arrive que pour des causes respiratoires ou neurologiques centrales, le processus initial de la première respiration échoue. De ce fait découlent des détresses respiratoires. Afin d'évaluer la sévérité de cette détresse, il existe plusieurs tests dont des mesures de débits expiratoires ou encore le Score d'Apgar.
| Texte de l’en-tête | 0           | 1         | 2         |
| ------------------ | ----------- | --------- | --------- |
| Tonus              | Hypotonique | flexion   | tonique   |
| Respiration        | absente     | gaspes    | régulière |
| Coloration         | pâle        | bleue     | rose      |
| Rythme cardiaque   | absent      | < 100 BPM | > 100 BPM |
| Réflexes           | absents     | grimaces  | cri-toux  |

| Score d'Apgar             | Supérieur à 7 | Entre 7 et 3                                          | Inférieur à 3                                                       |
| ------------------------- | ------------- | ----------------------------------------------------- | ------------------------------------------------------------------- |
| État clinique de l'enfant | Bon état      | Troubles rectifiables par des mesures complémentaires | Mort apparente parfois récupérable grâce aux gestes de réanimation. |

Le médecin est le prescripteur du geste kinésithérapique de désencombrement. La prescription devant toujours être qualitative et quantitative, à savoir qu'il faut spécifier la fréquence et le nombre de séances, tenant compte de la pathologie et la tolérance de l'enfant.
Quelques pathologies nécessitant des séances de kinésithérapie respiratoire :
- Les pathologies bronchopulmonaires aiguës et chroniques
- Les pathologies du carrefour aéro-digestif
- Les pathologies respiratoires liées à l'existence d'un reflux gastro-œsophagien(RGO)
- Les pathologies du surfactant pulmonaire(ex: maladie des membranes hyalines MMH et syndrome de détresse respiratoire aiguë SDR)
- Les pathologies respiratoires à point de départ extra-thoraciques

## Méthodes

### Pratiques kinésithérapiques[6]
L'examen kinésithérapique commence par l'auscultation du nouveau-né afin de rechercher les bruits respiratoires bronchiques, pouvant être indicateurs de pathologies ou d'anomalies.
Il existe pour cela plusieurs techniques de kinésithérapie :
- Les vibrations manuelles : contractions isométriques des avant-bras aboutissant à une vibration de la main.
- Les pressions : une main sur l'abdomen et l'autre sur la cage thoracique pour effectuer une chasse expiratoire.
- L'aide tactile à la respiration : assistance manuelle des mouvements respiratoires à l'inspiration et à l'expiration au niveau du thorax et/ou de l'abdomen.
- Les étirements : provoqués par la propagation d'un étirement des structures pulmonaires pour améliorer la ventilation.
- Les pressions thoraciques manuelles : afin d'obtenir un temps expiratoire.
- L'insufflation périodique au ballonnet : drainage des sécrétions bronchiques.
- Techniques insufflatoires de levée d'atélectasie[8] : récupération des volumes perdus sur la réalisation d'inspirations lentes et dirigées.
- Les positionnements.
- Les aspirations oro-pharyngées.

### Buts de la kinésithérapie respiratoire[9]
La lutte contre l'encombrement est le but principal de la kinésithérapie respiratoire du nourrisson. En ventilation spontanée comme en ventilation contrôlée, l'encombrement modifie les échanges gazeux perturbant ainsi la circulation pulmonaire. Le geste thérapeutique se voit à la fois curatif et/ou préventif.

## Contre-indications
Il n'existe pas de contre-indications globales à la kinésithérapie respiratoire. Cependant, chaque technique présente des limitations à la réalisation de cette dernière du fait de l’état du patient :
- percussions : fractures de côtes dues à la fragilité de la cage thoracique.
- positionnements : détresse respiratoire.
- pressions : thorax rigide

De plus, des effets contraires ont été observés, de type hypoxémie, hémorragie inter-ventriculaire voire des pressions intracrâniennes, le nouveau-né n’étant pas capable de réguler son débit sanguin cérébral.

## Diplômes et formations
Seuls les Masseur-Kinésithérapeutes Diplômés d’État peuvent accéder aux formations de spécialisation en kinésithérapie respiratoire. L’objectif est de proposer un diplôme interuniversitaire consacré aux techniques utilisées, avec un contenu théorique permettant d’acquérir les connaissances de base et surtout une formation pratique originale dans les services de réanimation néonatale et pédiatrique et les services de pédiatrie générale. À l'issue de cette formation, un DU (diplôme universitaire) lui sera remis.